# بسپار ناهمگن

انواع مختلف پلیمرها: ۱) هموپلیمر ۲) کوپلیمر متناوب ۳) کوپلیمرهای تصادفی ۴) کوپلیمر بلوکی ۵) کوپلیمر پیوندی

کوپُلیمر یا بَسپار ناهمگن (به انگلیسی: Copolymer) پلیمری مشتق شده از بیش از یک نوع مونومر است. بسپارش یا پلیمری شدن مونومرها در کوپُلیمرها، کوپلیمری شدن (به انگلیسی: copolymerization) خوانده می‌شود. کوپلیمرهای به دست آمده از کوپلیمری شدنِ دو نوع مونومر مختلف گاهی اوقات bipolymer نامیده می‌شوند. آنهایی که از سه و چهار مونومر به دست می‌آیند، به ترتیب تِرپلیمر و کواترپلیمر نامیده می‌شوند.
کوپولیمرهای تجاری زیادی در بازار وجود دارند. بعضی از نمونه‌ها ی آن عبارتند از:
آکریلونیتریل بوتادین استایرن (ABS)، پلیمر ترکیبی استایرن-بوتادین (SBR)، لاستیک نیتریل، استایرن اکریلنیتیل، استایرن ایزوپرن استایرن (SIS) و اتیلن وینیل استات، که همه با بسپارش یا پلیمری شدن رشد زنجیره ای تشکیل شده‌اند.
یکی دیگر از مکانیسم‌های تولید، پلیمریزاسیون گام به گام است که برای تولیدکوپلیمر نایلون ۶۶/۶/۱۲ از نایلون ۱۲، نایلون ۶ و نایلون ۶۶ و همچنین خانواده کوپلی‌استر استفاده می‌شود. از آنجا که یک کوپلیمر شامل حداقل دو نوع واحد سازنده (همچنین واحدهای سازه ای) می‌باشد، کوپلیمرها می‌توانند براساس نحوه قرارگیری این واحدها در طول زنجیره طبقه‌بندی شوند. کوپلیمرهای خطی شامل یک زنجیره اصلی هستند و شامل کوپلیمرهای متناوب، کوپلیمرهای آماری و کوپلیمرهای بلوکی می‌باشند.
کوپلیمرهای شاخه ای شامل یک زنجیره اصلی با یک یا چند زنجیره جانبی پلیمری می‌باشند و می‌توانند به صورت ستاره ای شکل بوده یا ساختار دیگری داشته باشند.

## کوپلیمرهای خطی

### کوپلیمرهای بلوکی

طرح شماتیک میکرو ساختار پلیمر بلوکی SBS

کوپلیمرهای بلوکی شامل دو یا چند واحد زیر مجموعه هموپلیمر هستند که توسط پیوندهای کووالانسی به هم مرتبط می‌شوند. اتحاد واحدهای هموپلیمر ممکن است نیازمند یک واحد غیرتکراری اتصال دهنده باشد، که به عنوان بلوک اتصال شناخته می‌شود. کوپلیمرهای بلوک با دو یا سه بلوک متمایز به ترتیب کوپلیمرهای دو بلوکی و کوپلیمرهای سه بلوکی نامیده می‌شوند.
از لحاظ فنی، یک بلوک بخشی از یک ماکرومولکول است که شامل بسیاری از واحدهای اصلی است که دارای حداقل یک ویژگی هستند که در قسمت‌های مجاور وجود ندارد. یک توالی احتمالی از واحدهای تکرار A و B در یک کوپلیمر سه بعدی ممکن است به شکل A-A-A-A-A-A-A-B-B-B-B-B-B-B-A-A-A-A-A باشد.
کوپلیمرهای بلوکی از بلوک‌های مونومرهای پلیمریزه مختلف ساخته شده‌اند. به عنوان مثال، پلی استایرن - b-poly (متیل متاکریلات) یا PS-b-PMMA (که در آن b = بلوک) معمولاً توسط پلیمریزاسیون اول استایرن و سپس پلیمریزاسیون متیل متاکریلات (MMA) از انتهای واکنشی زنجیرهای پلی استایرن ساخته می‌شود، این پلیمر "کوپلیمر دوبلوکی است زیرا شامل دو بلوک شیمیایی مختلف است.
همچنین می‌توان تریبلاک‌ها، تترابلاک‌ها، چند بلوکی‌ها و غیره را نیز ساخت. کوپلیمرهای دو بلوکه با استفاده از تکنیک‌های پلیمریزاسیون زنده مانند پلیمریزاسیون رادیکال آزاد اتمی (ATRP)، انتقال زنجیره تقسیم برگشت‌پذیر (RAFT)، پلیمریزاسیون متاتزیس های(metathesis) بازحلقه (ROMP) و پلیمریزاسیون آنیونی زنده یا کاتیونی زنده ساخته می‌شوند. یک تکنیک در حال ظهور پلیمریزاسیون shuttling زنجیره است.
سنتزکوپلیمرهای بلوکی نیازمند این است که هر دو نسبت واکنش تحت شرایط واکنش نسبت به یکپارچگی (r1 >> 1، r2 >> 1) بزرگتر باشند. به طوری که واحد مونومر خروجی یک زنجیره رو به رشد بیشتر وقتها تمایل به اضافه کردن واحد مشابه را دارد.
"blockiness" یک کوپلیمر میزان مجذور هماهنگ‌کننده‌ها در مقابل توزیع آماری آنها است. بسیاری از یا حتی بیشتر پلیمرهای مصنوعی در واقع کوپلیمرها هستند که حاوی حدود ۱ تا ۲۰ درصد از مونومر اقلیت هستند. در چنین مواردی، مسدود بودن نامطلوب است. یک شاخص بلوکی به عنوان یک معیار کمی از میزان مسدودیت یا انحراف از ترکیب مونومر تصادفی پیشنهاد شده‌است

### کوپلیمرهای متناوب (تناوبی)
کوپلیمر متناوب دارای واحدهای متناوب A و B است و اغلب توسط فرمول توصیف می‌شود: -A-B-A-B-A-B-A-B-A-B- یا - A-B-)n)-.
نسبت مولی هر مونومر در پلیمر به‌طور معمول نزدیک به یک است که همان‌طور که از معادله مایو-لوئیس دیده می‌شود زمانی که نسبت‌های واکنش پذیر r1 و r2 نزدیک به صفر هستند اتفاق می‌افتد.
برای مثال، در کوپلیمریزاسیون رادیکال آزاد استایرن مولین انیدریید پلیمر، r1 = ۰٫۰۹۷ و r2 = ۰٫۰۰۱، به طوری که بیشتر زنجیره‌هایی که در استایرن به پایان می‌رسند، یک واحد انیدریید مونیک اضافه می‌کنند و تقریباً تمام زنجیره‌هایی که در انیدرید مونیک به پایان می‌رسد، یک واحد استایرن اضافه می‌کنند. این منجر به ساختار متداول متناوب می‌شود.
یک کوپلیمر رشد مرحله ای((-A-A-B-B-n که از طریق تراکم دو مونومر بیوفنیک A-A و B-B تشکیل شده‌است، در اصل یک کوپلیمر کاملاً متناوب از این دو مونومر است، اما معمولاً به عنوان هموپلیمراز واحد تکرار دیمیریک A-A-B-B در نظر گرفته می‌شود. یک مثال نایلون ۶۶ با واحد تکرار -OC- (CH2) 4-CO-NH- (CH2) 6-NH- از یک مونومر دیکربوکسیلیک اسید و یک مونومر دیامین تشکیل شده‌است.

### کوپلیمرهای دوره ای
کوپلیمرهای دوره ای دارای واحدهای مرتب شده در دنباله تکراری هستند. برای مثال دو مونومر A و B ممکن است الگوی مکرر A-B-A-B-B-A-A-A-B-B-A-A-A-B-B-B) n) را تشکیل دهد.

### کوپلیمرهای آماری
در کوپلیمرهای آماری، توالی مونومر باقی مانده از یک قانون آماری است. اگر احتمال پیداکردن نوعی مونومر باقی مانده دریک نقطه خاص درزنجیره برابر با کسر مول باقی مانده از این مونومر در زنجیره است، سپس پلیمر ممکن است به عنوان یک کوپلیمر واقعاً تصادفی نامیده شود
کوپلیمرهای آماری توسط سینتیک واکنش از دو واکنش مونومر شیمیایی متمایز دیکته شده‌اند، و معمولاً به‌طور متناوب به عنوان «تصادفی» در متون تخصصی پلیمر به آنها اشاره شده‌است.
همانند سایر انواع کوپلیمرها، کوپلیمرهای تصادفی می‌توانند خواص جالب و تجاری مطلوب داشته باشند که ترکیبی از هموپلیمرهای فردی هستند. نمونه‌هایی از کوپلیمرهای تصادفی مربوط به تجاری شامل لاستیک‌های ساخته شده از کوپلیمرهای استایرن بوتادین و رزین از مشتقات استایرن اکریلیک یا متاکر یلیک اسید کوپلیمریزاسیون به ویژه در تنظیم سرعت انتقال شیشه، که درشرایط عملیاتی پلیمری مهم است، مفید می‌باشد.
فرض براین است که هریک از مونومر همان مقدار حجم آزاد را به خود اختصاص می‌دهد که وقتی در یک کوپلیمر یا هموپلیمر قرار می‌گیرد اشغال می‌کند، بنابراین دمای انتقال شیشه (Tg)بین مقادیر هر هموپولیمر افت می‌کند؛ و توسط مول یا مجموع جرم هر جزء دیکته شده‌است.
تعدادی از پارامترها در ترکیب محصولات پلیمری مرتبط هستند؛ یعنی، باید نسبت واکنش پذیری هر مولفه را در نظر بگیریم. نسبت‌های واکنش نشان می‌دهد که آیا مونومر به‌طور قاطع با یک قسمت از همان نوع یا نوع دیگر واکنش می‌دهد. به عنوان مثال، یک نسبت واکنش پذیری که کمتر از یک برای مولفه ۱ است، نشان می‌دهد که این مولکول به راحتی با نوع دیگر مونومر واکنش می‌دهد. با توجه به این اطلاعات که برای بسیاری از ترکیبات مونومر در «پایگاه Wiley از خواص پلیمر» در دسترس است، معادله مایو-لوئیس می‌تواند برای پیش‌بینی ترکیب مواد پلیمری برای تمام مولکول‌های اولیه مولکولی استفاده شود. این معادله با استفاده از مدل مارکف، که فقط آخرین قطعه اضافه شده به عنوان تأثیر سینتیک از اضافه شدن بعدی را مشتق می‌شود؛ مدل نهایی، بخش دوم تا آخر را نیز در نظر می‌گیرد، اما برای بسیاری از سیستم‌ها، پیچیده‌تر است.
هنگامی که هر دو نسبت بازدهی کمتر از یک باشد، در طرح میو-لوئیس یک نقطه آیزوتروپیک وجود دارد. در این نقطه، کسر مولی مونومر برابر با ترکیب مولفه در پلیمر است. چندین روش برای ترکیب copolymers تصادفی وجود دارد. شایع‌ترین روش سنتز پلیمریزاسیون رادیکال آزاد است. این خصوصاً زمانی مفید است که خواص مورد نظر به ترکیب کوپلیمر به جای وزن مولکولی متکی باشند از آنجا که پلیمریزاسیون رادیکال آزاد، زنجیره‌های پلیمری نسبتاً پراکنده تولید می‌کند. پلیمریزاسیون رادیکال آزاد ارزان‌تر از سایر روش‌ها است و به سرعت پلیمر با وزن مولکولی بالا تولید می‌کند.
روش‌های مختلفی برای کنترل بهتر بر پراکندگی ارائه می‌دهند. پلیمریزاسیون آنیونی می‌تواند برای تولید کوپلیمرهای تصادفی مورد استفاده قرار گیرد، اما با چندین احتیاط: اگر کاربنیون‌ها از دو جزء پایداری یکسان نداشته باشند، تنها یکی از گونه‌ها به دیگری افزوده می‌شود. علاوه بر این، پلیمریزاسیون آنیونی گران است و به شرایط واکنش بسیار تمیز نیاز دارد و بنابراین به سختی در مقیاس وسیع قابل اجرا است.
کو مپلیمرهای تصادفی کمتر پراکنده نیز با روش‌های «پلیمریزاسیون» رادیکال تحت کنترل «زنده» سنتز شده‌اند، مانند پلیمریزاسیون رادیکال اتمی (ATRP)، پلیمریزاسیون رادیکال نیتروکسید متصل شده (NMP) یا پلیمریزاسیون زنجیره انتقال اضافه شدن (RAFT) برگشت‌پذیر. این روش‌ها برای پلیمریزاسیون آنیونی ترجیح داده می‌شود زیرا می‌توان آنها را در شرایط مشابه پلیمریزاسیون رادیکال آزاد انجام داد. واکنش‌ها نیاز به دوره‌های آزمایشی طولانی‌تر از پلیمریزاسیون رادیکال آزاد دارند، اما هنوز هم به میزان قابل قبول واکنش‌ها می‌رسند.

### کوپلیمرهای استریوبلوک
در کوپلیمرهای استریو بلوک، بلوک‌ها یا واحدها تنها در تاکتیسیتی مونومرها متفاوت هستند.

### گرادیانت کوپلیمر

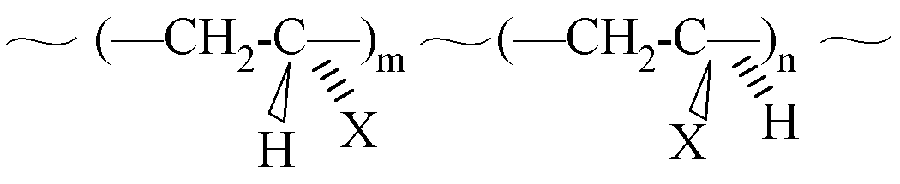
کوپلیمر اتریو بلوک وینیل

در کوپلیمرهای گرادیان ترکیب مونومر به تدریج در طول زنجیره تغییر می‌کند.

### نسبت‌های واکنش پذیر
نسبت واکنش پذیری یک زنجیره کوپلیمر در حال رشد که در یک مونومر معین متوقف می‌شود، نسبت ثابت سرعت واکنش برای اضافه کردن همان مونومر و ثابت نرخ برای افزودن مونومر دیگر است. به این معنا که،
r1 = k11k12
r2 = k22k21
، جایی که برای مثال
K12
```
ثابت ماندن برای تکثیر یک زنجیره پلیمری با پایان دادن به مونومر ۱ (یا A) با افزودن مونومر ۲ (یا B) ثابت است.
```

ترکیب و ساختار نوع کوپلیمر به این معادلات واکنش پذیری r1 و r2 بستگی دارد به معادله Mayo-Lewis که معادله کوپلیمرازی یا معادله کوپلیمر نیز نامیده می‌شود برای نرخ نسبی لحظه ای ترکیب دو مونومر.
d[M1]d[M2]=[M1](r1[M1]+[M2])[M2]([M1]+r2[M2])

## کوپلیمرهای شاخه ای
معماری‌های متنوعی برای کوپلیمرهای غیر خطی وجود دارد. در مقایسه با پلیمرهای پیوند ی و ستاره ای که در زیر مورد بحث قرار گرفته‌اند، دیگر انواع متداول کوپلیمرهای شاخه ای شامل کوپلیمرهای برسی و کوپلیمرهای شانه ای هستند.

## کوپلیمرهای پیوندی

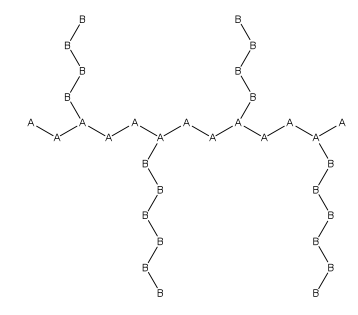
کوپلیمر پیوندی متشکل از یک زنجیره اصلی یا ستون اصلی (A) که با پیوند کووالانسی به یک یا چند زنجیره جانبی (B) متصل شده‌است

کوپلیمرهای پیوندی نوع خاصی از کوپلیمرهای شاخه ای هستند که در آن زنجیره‌های جانبی از لحاظ ساختاری از زنجیره اصلی متمایز هستند. به‌طور معمول، زنجیره اصلی از یک نوع مونومر تشکیل شده‌است. (الف) و شاخه‌ها از یک مونومر دیگر تشکیل شده‌است (ب) یا در غیر این صورت زنجیره‌های جانبی دارای ویژگی‌های ذاتی یا پیکربندی هستند که از آنهایی که در زنجیره اصلی هستند، متفاوت اند. زنجیره‌های فردی از کوپلیمر پیوندی ممکن است هموپلیمر یا کوپلیمر باشند. توجه داشته باشید که تعیین توالی کوپلیمرهای مختلف برای تعریف یک تفاوت ساختاری کافی است، بنابراین کوپلیمر دو بلوکه A-B با زنجیره جانبی کوپلیمر تناوبی A-B به درستی به عنوان کوپلیمر پیوندی شناخته می‌شود. به عنوان مثال، زنجیرهای پلی استایرن ممکن است روی پلی بوتادین (نوعی لاستیک مصنوعی با یک واحد دوگانه C = C واکنشی در واحد تکرار شونده) پیوند داده شود. پلی بوتادیان در استایرن حل می‌شود و سپس به پلیمریزاسیون رادیکال- آزاد منتقل می‌شود. زنجیره‌های در حال رشد می‌توانند از طریق پیوندهای دوگانه به مولکول‌های لاستیکی تشکیل دهنده شاخه‌های پلی استایرن اضافه شوند. کوپلیمر پیوندی از ترکیب زنجیره‌های پلی استایرن ناپیوندی و مولکول‌های لاستیکی ساخته می‌شوند. محصول شبه کامپوزیت، همانند کوپلیمرهای بلوکی دارای خواص هر دو «جزء» است. در مثال ذکر شده، زنجیره‌های لاستیکی وقتی که ماده ضربه وارد می‌شود، انرژی را جذب می‌کند و بنابراین میزان شکنندگی آنها از پلی استایرن معمولی کمتر است. این محصول پلی استایرن با تأثیر بالا یا HIPS نامیده می‌شود.

### کوپلیمرهای ستاره ای
پلیمرهای ستاره دارای چندین زنجیر پلیمر متصل به هسته مرکزی هستند.

## جداسازی میکروفازها

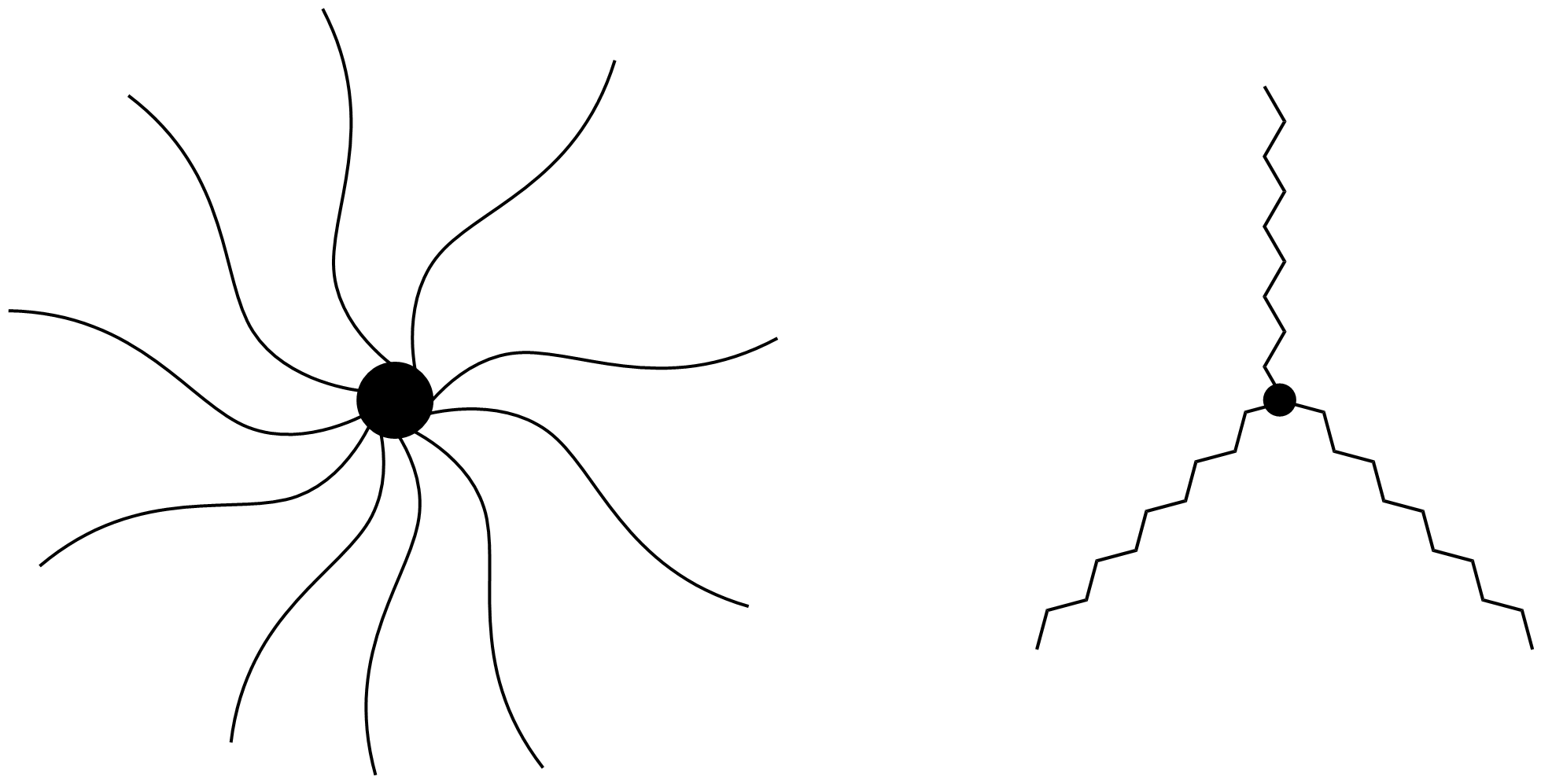
پلیمر یا کوپلیمر ستاره ای

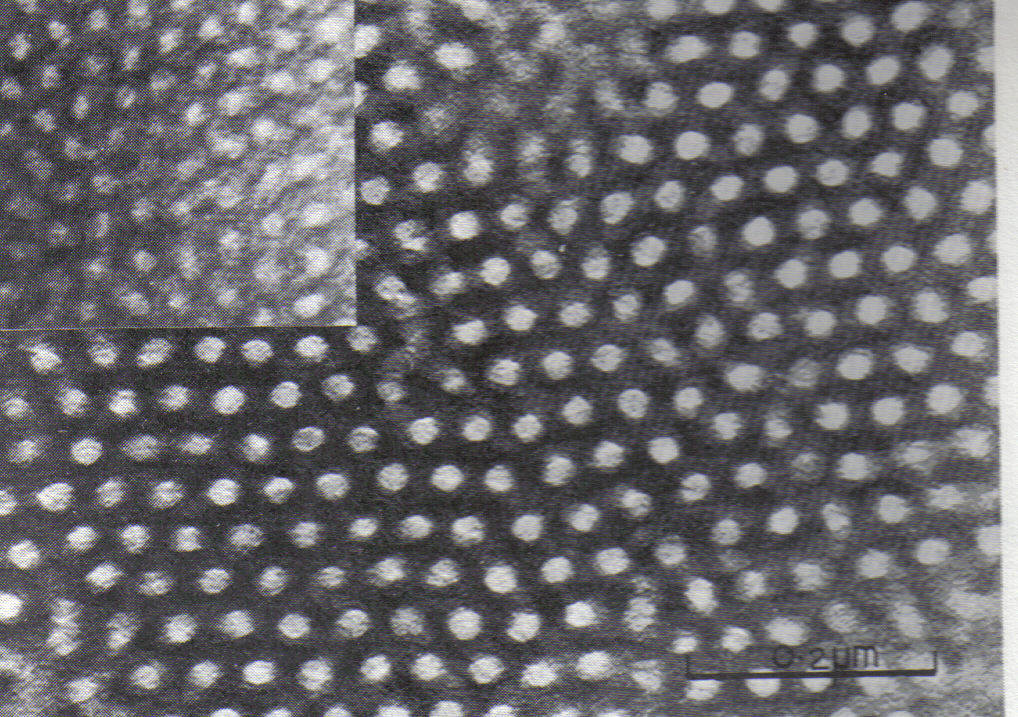
بلوک کوپلیمر SBS در TEM

کوپلیمرهای بلوکی بسیار جالب هستند، زیرا عملیات "جدایش میکروفازها " در آنها شکل می‌گیرد تا نانوساختارهای دوره ای را شکل دهند. نمونهٔ آن در کوپلیمر استایرین - بوتادین - استایرن در سمت راست نشان داده شده‌است. این پلیمر که به عنوان کراتون شناخته می‌شود، برای کف کفش و به عنوان چسب استفاده می‌شود. با توجه به ساختار بسیار ریز آن، از میکروسکوپ الکترونی عبوری یا TEM برای بررسی ساختار آن استفاده می‌شود. ماتریس بوتادین با تتراکسید اسمیم رنگ شد تا در تصویر کنتراست ایجاد کند. این ماده توسط پلیمریزاسیون زنده ساخته شده‌است به طوری که بلوک آن تقریباً یکپارچه است و بنابراین به ایجاد یک ریز ساختار بسیار منظم کمک می‌کند. وزن مولکولی بلوک‌های پلی استایرن در تصویر اصلی ۱۰۲۰۰۰ است. تصویر درج دارای وزن مولکولی ۹۱۰۰۰ است که دامنه‌های کمی کوچکتر را تولید می‌کنند. جداسازی میکرو فازها وضعیتی شبیه به نفت و آب است. روغن و آب مخلوط نیستند - آنها فاز‌های جداگانه ای دارند. با توجه به عدم سازگاری بین بلوک‌ها، کوپلیمرهای بلوکی تحت یک جدایی فاز مشابه قرار می‌گیرند.

### بلوک کوپلیمر SBS در TEM
در "جداسازی میکرو فازی" بلوک‌ها ساختارهایی در اندازه‌های نانومتری را تشکیل می‌دهند. بسته به طول نسبی هر بلوک، می‌توان چندین مورفولوژی را بدست آورد. در کوپلیمرهای دو بلوکه، طول‌های به اندازه کافی متفاوت بلوک‌ها منجر به یک کره در ابعاد نانومتری از یک بلوک در یک ماتریس دوم (به عنوان مثال PMMA در پلی استایرن) می‌شوند. با استفاده از طول‌های بلوک کمتر، می‌توان شکل هندسی یک "سیلندر بسته بندی شده شش ضلعی" را بدست آورد. بلوک‌های با طول‌های مشابه اغلب ساختاری لایه ای را ایجاد می‌کنند (که اغلب در متون تخصصی لاملا نامیده می‌شود). بین فازهای استوانه ای و لامالر، فاز gyroid قرار دارد. ساختارهای نانومقیاس ایجاد شده از کوپلیمرهای بلوکی به‌طور بالقوه می‌توانند در دستگاه‌های مورد استفاده در حافظه کامپیوتر، نانومواد و جداسازی نانومواد بکار روند. دانشمندان پلیمر از ترمودینامیک برای توضیح چگونگی تعامل بلوک‌های مختلف با هم استفاده می‌کنند. محصول درجه پلیمریزاسیون، n و پارامتر تعاملی Flory-Huggins، نشان می‌دهد که چطور دو بلوک ناسازگار هستند و اینکه آیا آنها می‌توانند از هم جدا شوند یا خیر. برای مثال، اگر محصول بیشتر از ۱۰٫۵ باشد، کوپلیمر دو بلوکه از ترکیب متقارن به صورت میکروفاز ی جدا خواهد شد و اگر کمتر از ۱۰٫۵ باشد، بلوک‌ها با هم ترکیب خواهند شد و جدایش فازی مشاهده نخواهد شد. ناسازگاری بین بلوک‌ها همچنین بر حلالیت پذیری این کوپلیمرها و رفتار جذب آنها در سطوح مختلف تأثیر می‌گذارد. (کو) پلیمرهای بلوکی قادر به خودسامانی در حلال‌های انتخابی می‌باشند تا میسل‌ها (ریز لقمه‌ها) را در میان ساختارهای دیگر تشکیل دهند. در فیلم‌های نازک، (کو) پلیمرهای بلوکی به عنوان ماسک‌هایی در الگوی لیتوگرافی مواد نیمه هادی برای کاربرد در ذخیره‌سازی اطلاعات با تراکم بالا استفاده می‌شوند. یک چالش کلیدی این است که اندازه ویژگی را به حداقل برسانیم و تحقیقات زیادی برای این موضوع در حال انجام است.

## مهندسی کوپلیمر
کوپلیمریزه کردن (Copolymerization) به منظور اصلاح خواص پلاستیک استفاده شده و به منظور رفع نیازهای خاص مورد استفاده قرار می‌گیرد، به عنوان مثال برای کاهش بلورینگی، اصلاح دمای انتقال شیشه، کنترل خواص ترشوندگی یا بهبود حلالیت.
این روش در تکنیک «سختی لاستیکی» برای بهبود خواص مکانیکی مورد استفاده قرار می‌گیرد. فازهای الاستومری در داخل یک ماتریس سفت و سخت به عنوان بازدارنده‌های ترک عمل می‌کنند و بنابراین قابلیت جذب انرژی را مثلاً در مواردی که ماده فشرده می‌شود، افزایش می‌دهند. کریلونیتریل بوتادین استایرن یک نمونه متداول است.